# Dominykas Jančionis
Dominykas Jančionis, född 28 februari 1993, är en litauisk roddare.
Jančionis tävlade för Litauen vid olympiska sommarspelen 2016 i Rio de Janeiro, där han slutade på 9:e plats i scullerfyra. Övriga i roddarlaget var Dovydas Nemeravičius, Martynas Džiaugys och Aurimas Adomavičius. Vid olympiska sommarspelen 2020 i Tokyo slutade Jančionis på 10:e plats tillsammans med Armandas Kelmelis, Martynas Džiaugys och Dovydas Nemeravičius i scullerfyra.